# Kathleen Hughes (Schauspielerin)
Kathleen Hughes (eigentlich Elizabeth Margaret von Gerkan; * 14. November 1928 in Hollywood, Los Angeles; † 19. Mai 2025) war eine US-amerikanische Schauspielerin.

## Leben
Kathleen Hughes wurde 1928 als Elizabeth Margaret von Gerkan in Hollywood geboren. Ihr Onkel war der Drehbuchautor F. Hugh Herbert (1897–1958), ihre Cousine die Schauspielerin Diana Herbert (* 1928). 1948 wurde Hughes an einem kleinen Lokaltheater entdeckt. Sie unterschrieb einen Siebenjahresvertrag bei 20th Century Fox, spielte jedoch zu Beginn lediglich kleine Nebenrollen in Filmen wie Faustrecht der Großstadt. Zu Hughes ersten bedeutenden Rollen zählte die der Tracy Norman im 1952 erschienenen Kriminalfilm Grausame Richter. Insgesamt drehte sie in ihrer Laufbahn vierzehn Filme für Fox. 
Während ihrer Zeit bei 20th Century Fox drehte Hughes zudem auch fünf Filme für Universal Studios, darunter den 1953 erschienenen Science-Fiction-Film Gefahr aus dem Weltall.
Ihre spätere Karriere beschränkte sich überwiegend auf Rollen in Fernsehserien, darunter Gastauftritte in 77 Sunset Strip, Bezaubernde Jeannie oder M*A*S*H. 1968 bis 1969 war Hughes als Mrs. Coburn in drei Folgen von Der Geist und Mrs. Muir zu sehen. 1998 beendete sie mit einer kleinen Rolle in dem Film Welcome to Hollywood ihre Schauspielkarriere offiziell, war jedoch 2018 als Mathilda im Kurzfilm Swamp Women Kissing Booth zu sehen. Die gesamte Filmografie von Kathleen Hughes umfasst mehr als sechzig Auftritte in Filmen und Fernsehserien.
Kathleen Hughes war vom 25. Juli 1954 bis zu dessen Tod am 2. März 2014 fast sechzig Jahre lang mit dem Filmproduzenten Stanley Rubin verheiratet. Das Paar hatte vier gemeinsame Kinder, von denen eines verstarb. Sie starb im Alter von 96 Jahren im Mai 2025.

## Filmografie (Auswahl)

### Filme
- 1949: Der Liebesprofessor (Mother Is a Freshman)
- 1949: Mr. Belvedere kann alles besser (Mr. Belvedere Goes to College)
- 1949: It Happens Every Spring
- 1950: Faustrecht der Großstadt (Where the Sidewalk Ends)
- 1951: In all meinen Träumen bist Du (I’ll See You in My Dreams)
- 1952: Grausame Richter (For Men Only)
- 1953: Das gläserne Netz (The Glass Web)
- 1953: Das goldene Schwert (The Golden Blade)
- 1953: Gefahr aus dem Weltall (It Came from Outer Space)
- 1954: Duell in Socorro (Dawn at Socorro)
- 1966: Versprich ihr alles (Promise Her Anything)
- 1967: Jagt Dr. Sheefer (The President’s Analyst)
- 1972: Peter und Tillie (Pete ’n’ Tillie)
- 1974: Cash (The Take)
- 1975: Babe (Fernsehfilm)
- 1990: Revenge – Eine gefährliche Affäre (Revenge)
- 1998: Welcome to Hollywood
- 2018: Swamp Women Kissing Booth (Kurzfilm)

### Fernsehserien
- 1957: Official Detective (Folge 1x23)
- 1959: 77 Sunset Strip (Folge 1x16)
- 1962: Perry Mason (Folge 6x04)
- 1967: Bezaubernde Jeannie (I Dream of Jeannie, Folge 2x21)
- 1967: Kobra, übernehmen Sie (Mission: Impossible, Folge 2x15)
- 1968–1969: Der Geist und Mrs. Muir (The Ghost & Mrs. Muir, drei Folgen)
- 1969–1970: Bracken’s World (16 Folgen, eine Rolle)
- 1972: The Bold Ones: The New Doctors (Folge 4x09)
- 1973: M*A*S*H (Folge 2x09)
- 1974: Barnaby Jones (Folge 2x22)
- 1974: Dr. med. Marcus Welby (Marcus Welby, M.D., zwei Folgen)
- 1980: Quincy (Quincy, M. E., Folge 5x22)